# 亚伯拉罕·马斯洛
亚伯拉罕·哈羅德·马斯洛（英語：Abraham Harold Maslow，1908年4月1日—1970年6月8日），美国心理学家，以提出需求層次理論而聞名；該學說是一種基於優先滿足人類先天需求的心理健康理論，最終達到自我實現。他也強調關注於人們（心理層面）積極品質的重要性，並反對將人們視作「裝滿症狀的袋子」（bag of symptoms）。

## 生平

### 早年生活
馬斯洛出生與成長於美國紐約布魯克林，是7個小孩中的老大，並曾經被一位心理學家歸類為「精神狀態不穩定」的人。他的父母是俄羅斯猶太人移民的第一代，於20世紀早期因沙皇迫害而流亡至美國。他們決定住在紐約多民族工人階級的社區。他的父母貧窮，智力不高，但非常重視教育。對於馬斯洛而言，是一個非常艱困的時期，因為他從他的教師與周圍的鄰居，感受到了反猶太主義的氛圍。他曾遭遇到許多反猶太團體的追趕與向他丟擲石塊。馬斯洛與其他與他同樣背景下的青少年，都在努力克服種族主義與種族偏見的行為，並期待能建立一個以普及教育與貨幣正義為基礎的理想世界。他所屬家庭的外在壓力，也影響了家庭的生活，他甚少與他的母親在一塊，並最終發展成對他的母親反感。他曾經說：「我對她反感的原因不僅僅是她的外表，還有她的價值觀與對世界的看法、她的吝嗇、她總是自私、她缺乏愛世界上任何一個人──即使是她的丈夫和孩子──她的自戀、她對黑人的偏見、她剝削每一個人、她會假設不同意她的人都是錯的、她缺乏朋友、她草率且骯髒......」他在成長期間，也會和幾位非常少的朋友相處，比起他的表兄弟威爾還多，結果就是「......（他）在圖書館與許多書本當中長大。」他在這些書本間，發展他對閱讀與學習的愛。他曾經到布魯克林最頂尖的男子高中就學過。這時，他擔任了許多學術社團的幹部，並且成為一位拉丁文雜誌的編輯。他也編輯過學校的物理學期刊《Principia》，為期一年。他發展的其他長才還包括：
作為一個男孩，馬斯洛認為身體強健是一位真男人，單一最能定義的特徵；因此，他非常勤於運動，並且花時間舉重，希望能夠變成肌肉發達、外表強健的人；然而，由於他看起來謙虛、外型純潔與好學，而沒有達到他所期望的目標。

### 大學與學院時期
馬斯洛在中學畢業後，進入紐約市立學院。1926年，他除了大學本身的課業之外，還另外去上了法律學課程。他討厭這樣的生活，幾乎想要立刻放棄。1927年，他轉學到康乃爾大學，但在進入一學期後，就因為成績低迷與高額花費而離開。最後他從紐約市立學院畢業，進入威斯康辛大學開始研究所的課業，主修心理學。1928年，他與他的第一代表妹貝莎（Bertha，1909年）結婚，當時她還只是高中學生，且他們是在布魯克林時期認識的。馬斯洛在威斯康辛大學的心理學訓練，全然是實驗行為主義。他主要進行一系列關於靈長類的支配行為與性行為。馬斯洛在早期的行為主義實驗，帶給他強烈的實證主義思維。在胡塞·卡森（Hulsey Cason）教授的指導下，馬斯洛著作了「學習、保留與口語素材的再現」（learning, retention, and reproduction of verbal material）的碩士論文。馬斯洛認為這個研究是個非常尷尬的瑣事，但他於1931年夏天完成論文，並獲得心理學碩士學位。他對於該論文非常丟臉，因此他將這篇論文從心理學圖書館中拿走，並撕毀列有此論文的分類表。然而，卡森教授對此研究非常推崇，促使馬斯洛將此論文發表。1934年，馬斯洛的論文以兩篇期刊文章的形式被發表出來。

### 學術生涯
他隨後在哥倫比亞大學繼續與研究所時期相似主題的研究。那時他遇上了另外一位良師益友阿爾弗雷德·阿德勒，西格蒙德·弗洛伊德其中一位早期同事。1937年至1951年，馬斯洛是布魯克林學院的教授。他的家庭生活和他的經歷，影響了他的心理學想法。在第二次世界大戰後，馬斯洛開始質疑心理學家用來做出結論的方法，且儘管他並沒有完全反對當時的方法，但已經有他自己如何理解人類心智的想法。他稱呼他的新學科為人本主義心理學。當美國於1941年加入第二次世界大戰時，馬斯洛已經是有2個小孩的33歲父親了。因此他無法加入軍隊服務。然而，戰爭的恐怖反而對他產生了和平的願景，並使他產生出開創性的心理學學說，也就是自我實現。這些研究起於兩位導師，人類學家露絲·班乃狄克與完形心理學家馬克思·韋特海默，馬斯洛不論在工作與私底下都推崇這兩個人。馬斯洛認為這兩位學者完善了這兩個領域，而且這兩位學者也是「完美的人類」，因此他開始留意他們與他們的習性。而這就是他畢生關於心理健康與人類潛能研究與思想的基礎。他大量對此主題進行著作，也借用了其他心理學家的思想，但針對這些思想進行顯著地增補，特別是在需求層次、後設需求、後設動機、自我實現以及高峰經驗。1951年至1969年，馬斯洛為布蘭戴斯大學教授，之後他成為加利福尼亞州勞克林研究所（Laughlin Institute）的訪問學人。1967年，馬斯洛得到幾乎致命的心臟病，知道他的時間所剩不多了。馬斯洛認為他自己將會成為一位心理學先驅者。他透過點亮不同思考的路徑，來驅動未來的心理學家。他建立一個框架，允許之後其他心理學家能夠添加更多資訊。馬斯洛一直相信領導應該不是干預；因此，他於1963年婉拒被提名為人本主義心理學會的會長，因為他感覺這個組織應該在沒有領導者下，發展成一個思潮運動。

### 逝世
馬斯洛在慢跑的時候，得了嚴重的心臟病，並於1970年6月8日，過世於加利福尼亞州門洛帕克，享年62歲。

## 自我實現的人本主義理論

### 需求層次理论

马斯洛的需求層次理論图解

马斯洛的需要等級是研究组织激励时应用得最广泛的理论。马斯洛把需要分成生理的需要、安全的需要、社交需要、受尊重的需要及自我成就的需要五类，依次從较低层級到较高层級。
金字塔從最低層到最高層，需要的等級如下：（為後來增加的需要）
1. 生理的需要
2. 安全的需要
3. 愛與歸屬的需要
4. 受尊重的需要
5. 自我成就的需要
6. 超越個人或靈性的需要（為1969年提出的Z理論）

亦有七個層級的版本，從低到高分別是：
1. 生理上的需要
2. 安全需要
3. 隸屬與愛的需要
4. 自尊需要
5. 求知需要
6. 審美需要
7. 自我實現需要

#### 生理的需要（physiological needs）
对性、食物、水、空气及住房等需要都是生理上的需要，这類需要的層级最低，人員在转向较高层級的需要之前，总是尽力满足这类需要。一个人在饥饿时不会对其他任何事物感兴趣，他的主要动力是得到食物。即使在今天，还有许多人不能满足这些基本的生理上的需要。

#### 安全的需要（safety needs）
安全需要包括对人身安全、生活稳定以及免遭痛苦、威胁或疾病等的需要。和生理上的需要一样，在安全需要没有得到满足之前，人員唯一关心的就是这种需要。对许多人员而言，安全需要表现为安全而稳定以及有医疗保险、失业保险及退休福利等。主要受安全需要激励的人，在评估职业时，把它看作不致失去基本需要满足的保障。如果管理者认为对人员来说安全需要最重要，他们就在管理上着重利用这种需要，强调规章制度、职业保障、福利待遇，并保护人员不致失业。如果人员对安全需要非常强烈时，管理者在处理问题时就不应标新立异，并应该避免或反对冒险，而人员将循规蹈距的完成工作。

#### 社交（愛與歸屬）需要
社交需要包括对友谊、爱情以及隶属关系的需要。当生理上的需要和安全需要得到满足后，社交需要就会突顯出来，进而产生激励作用。在马斯洛需求层次中，这一层級是与前二层級截然不同的另一层級。这些需要如果得不到满足，就会影响人员的精神，导致高缺勤率、低生产率、对工作不满及情绪低落。管理者必须意识到，当社交需要成为主要的激励源时，工作被人員视为寻找和建立温馨和谐人际关系的机会，能够提供同事间社交往来机会的职业会受到重视。管理者感到下属努力追求满足这类需要时，通常会采取支持与赞许的态度，十分强调能为共事的人所接受，开展有组织的体育比赛和集体聚会等业务活动，并且遵从集体行为规范。

#### 受尊重的需要（esteem）
尊重需要既包括对成就或自我价值的个人感觉，也包括他人对自己的认可与尊重。有尊重需要的人希望别人按照他们的实际形象来接受他们，并认为他们有能力，能胜任工作。他们关心的是成就、名声、地位和晋升机会。这是由于别人认识到他们的才能而得到的。当他们得到这些时，不仅赢得了人们的尊重，同时就其内心因对自己价值的满足而充满自信。不能满足这类需要，就会使他们感到沮丧。如果别人给予的荣誉不是根据其真才实学，而是徒有虚名，也会对他们的心理构成威胁。在激励人员时应特别注意有尊重需要的管理者，应采取公开奖励和表扬的方式。布置工作要特別强调工作的艰巨性以及成功所需要的高超技巧等。颁发荣誉奖章、在公司的刊物上发表表扬文章、公布优秀员工光荣榜等方法都可以提高人員们对自己工作的自豪感。

#### 自我成就的需要（self-actualization）
自我实现需要的目标是自我实现，或是发挥潜能。达到自我实现境界的人，接受自己也接受他人。解决问题能力增强，自觉性提高，善于独立处事，要求不受打扰地独处。要满足这种尽量发挥自己才能的需要，他应该已在某个时刻部分的满足了其他的需要。当然自我实现的人可能过分关注这种最高层級的需要的满足，以致于自觉或不自觉的放弃满足较低层級的需要。自我实现需要占支配地位的人，会受到激励在工作中运用最富创造性和建设性的技巧。重视这种需要的管理者会认识到，无论哪种工作都可以进行创新，创造性并非管理者独有，而是每个人都期望拥有的。为了使工作有意义，强调自我实现的管理者，会在设计工作时考虑运用适应复杂情况的策略，会给身怀绝技的人委派特别任务以施展才华，或者在设计工作程序和制定执行计划时为人员群体留有余地。马斯洛在研究这一层級的人类需要时，采用了21位成功人士的自传和文稿，通过研究这些文字作品来得到作者本人的需要特征。但是这种研究方式严重受限于作者本人的性情和偏见，缺乏客观的数据支持，因此马斯洛在自我实现需要这一层級结论不应该被科学界無條件的接受。

### 人本主义心理学
马斯洛的想法和理念都是完全出于他自己的思想。大多数在他之前的心理学家也都一直关注畸形病人以及精神病人。他呼吁人们发现他们的基本需要在处理更高的需求和最终自我实现。他想知道什么是积极的精神健康。人本主义心理学产生了几种不同的疗法，所有的思想指导下，人们拥有了内部资源的生长和愈合和点治疗，帮助消除障碍个人实现他们。其中最著名的是卡尔·罗杰斯以客户为中心的治疗体系。
马斯洛与托尼萨蒂奇共同创办了《人本主义心理学期刊》，第一期出版于1961年春天。
人本主义心理学的基本原理很简单：
1. 对个人而言，最重要的是当下的状态。因此，人本主义心理学家强调“此时”、“此地”，而非通过审视过去来预测未来；
2. 为实现精神健康，个人必须为自己的行为负责，不论结果是好是坏；
3. 每个人都有内在的存在价值，任何负面的行为都无法抹杀作为人的价值；
4. 生命的最终目标在于自我成长和自我理解，只有不断完善、理解自我才能让人获得真正的快乐。

## 馬斯洛的鐵鎚
馬斯洛的另一個最知名的名詞稱為馬斯洛的鐵鎚，他於1966年出版的《科學的心理學》（The Psychology of Science）中有句名言：「當你只有鐵鎚時，這世界就只剩下釘子。」

## 争议和批判
马斯洛的理论，像所有其他的理论是有争议的，有其短處和長處。人本主义心理学理论针对人所看到积极的和善良的人性与自由意志。这一理论明确对比佛洛伊德的生物进化论的理论，它关注人类行为和心理是密切相关的先前的事件或行动的人。另一个重要的一点是人本主义心理学理论适用于许多其他学派的思想，例如，治疗师有时运用这一理论，在会话与病人积极性的语气鼓励抑郁症患者。马斯洛的需求层次也广泛应用于许多学科的学习，如社会工作、金融、经济学或甚至在历史或犯罪学。
马斯洛的理论还缺乏几方面，如开发治疗的具体问题。这个理论被似乎无法對有严重精神障碍的人適用，有一些人不相信人心本是善良，生活的根本意义是美好的。

## 著作
- 综合著作
- 人类动机理论 (1943年，载于心理评论, 50, 370-396. 在线可用（页面存档备份，存于）)
- 动机与人格 (1954年初版，1970年再版)
- Eupsychian 管理 (1965年)
- 走向存在的心理学 (1968年)
- 人性能达的境界 (1971年)

## 進階閱讀
- Cooke B, Mills A and Kelley E in Group and Organization Management, (2005) Vol.Situating Maslow in Cold War America,  30, No. 2, 129-152
- Roy Jose DeCarvalho, The Founders of Humanistic Psychology
- Edward Hoffman, The Right to Be Human McGraw-Hill 1999 ISBN 978-0-07-134267-4
- Wahba, M.A.  & Bridwell, L. G. (1976). Maslow Reconsidered: A Review of Research on the Need Hierarchy Theory. Organizational Behavior and Human Performance 15, 212-240
- Wilson, Colin (1972) New Pathways in Psychology: Maslow and the post-Freudian revolution. London: Victor Gollancz (ISBN 978-0-575-01355-1)

## 外部連結
- Comprehensive bibliography of Maslow's works
- "Maslow's Vision of Human Nature" adapted from the Editor's Introduction to Toward a Psychology of Being (3rd ed.)
- Excerpts from Toward a Psychology of Being, 2nd ed.（页面存档备份，存于）
- Abraham Maslow Audio Collection（页面存档备份，存于）